# 木下元二
木下 元二（きのした もとに、1929年（昭和4年）11月3日 - 2004年（平成16年）12月3日）は、日本の弁護士、政治家。衆議院議員（日本共産党公認、通算2期）。兵庫県の戦後初の自由法曹団員でもある。

## 来歴
兵庫県神戸市出身。旧制六甲中学校を経て、1949年（昭和24年）立命館大学専門部法政科を卒業。神戸市内で中学校教諭を2年間務める。その後司法試験に合格し1956年（昭和31年）4月に神戸弁護士会へ入会、1969年（昭和44年）には同会副会長を務める。この間総評系の法律事務所を自由法曹団所属の弁護士らと設立する。
1971年（昭和46年）第9回参議院議員通常選挙（兵庫県地方区、共産党）で落選。1972年（昭和47年）第33回衆議院議員総選挙に旧兵庫二区から出馬。同選挙区は後に社会党委員長となる土井たか子の地盤で、公明党の強い地域でもあったが、激戦を制し初当選となる。以後1976年（昭和51年）第34回総選挙での落選を挟み、1979年（昭和54年）第35回総選挙で再選を果たすも、1980年（昭和55年）第36回総選挙で次点で落選したのを機に引退を表明。地盤を藤木洋子に譲る。
政界引退後も法律事務所にて弁護士業を営んでいたが、2004年12月3日、くも膜下出血のため神戸市中央区の病院で死去。75歳。

## 人物
- 1974年（昭和49年）の八鹿・朝来暴力事件では、兵教組朝来支部長とともに部落解放同盟員の集団から監禁・脅迫の被害を受けた。
- 兵庫県尼崎市議会議員の辻おさむ（日本共産党）は衆議院議員時代の秘書[8]。

## 著作
- 『サラ金悲劇解決の手引』〈新日本新書〉新日本出版社、1979年。